# Chris Livingston
Pour les articles homonymes, voir Livingston.
Christopher Livingston, né le 15 octobre 2003 à Akron, est un joueur américain de basket-ball évoluant aux postes d'ailier et d'ailier fort.

## Biographie

### Jeunesse et carrière au lycée
Christopher Livingston a grandi à Akron, où il a commencé à jouer au basket-ball de manière compétitive dès l'âge de cinq ans. Lors de sa première année au lycée, il évolue pour le Buchtel Community Learning Center à Akron, affichant des moyennes de 24,7 points, 5,2 rebonds et 1,8 contres par match. Ses performances permettent à son équipe d'atteindre le Final Four de l'État pour la première fois depuis 1997, et il devient le freshman le plus prolifique de l'histoire de l'école.
Pour sa deuxième année, Livingston rejoint la Western Reserve Academy à Hudson, Ohio. Lors du dernier match de la saison, il enregistre une performance remarquable avec 50 points, 20 rebonds, huit interceptions et cinq contres, menant son équipe à une victoire 76-65 contre Bristol High School. Cette saison-là, il affiche des moyennes impressionnantes de 32,5 points, 12,4 rebonds, 3,2 passes décisives, 2,9 interceptions et 1,4 contre par match, ce qui lui vaut une place dans la First Team All-American des sophomores de MaxPreps.

### Carrière universitaire
En 2022, Livingston s'engage avec les Wildcats du Kentucky, où il joue une saison universitaire. Durant la saison 2022-2023, il participe à 34 matchs, dont 26 en tant que titulaire, avec des moyennes de 6,3 points et 4,2 rebonds en 22,4 minutes par match. Ses performances lui valent une sélection dans la SEC All-Freshman Team en 2023.

### Carrière professionnelle
Lors de la Draft 2023 de la NBA, Livingston est sélectionné en 58e position par les Bucks de Milwaukee. Le 9 juillet 2023, il signe un contrat de quatre ans avec les Bucks. Au cours de sa saison rookie, il est assigné à plusieurs reprises au Herd du Wisconsin, l'équipe affiliée des Bucks en NBA G League, afin de gagner en expérience et en temps de jeu.

### Carrière en équipe nationale
En 2019, Livingston représente les États-Unis lors du championnat des Amériques des moins de 16 ans de la FIBA à Belém, au Brésil. Il mène son équipe à la médaille d'or en enregistrant 23 points, six rebonds et deux passes décisives lors de la finale contre le Canada. Ses bonnes performances lui valent le titre de MVP du tournoi et une place dans l'équipe-type de la compétition.

## Palmarès et distinctions
- Champion de la NBA Cup : 2024
- SEC All-Freshman Team : 2023
- McDonald's All-American : 2022
- Jordan Brand Classic : 2022
- MVP du championnat des Amériques U16 de la FIBA : 2019

## Statistiques
Les statistiques de Chris Livingston sont les suivantes :

### Universitaires
| Saison    | Équipe   | Matchs | Titul. | Min./m | % Tir | % 3pts | % LF | Rbds/m. | Pass/m. | Int/m. | Ctr/m. | Pts/m. |
| --------- | -------- | ------ | ------ | ------ | ----- | ------ | ---- | ------- | ------- | ------ | ------ | ------ |
| 2022-2023 | Kentucky | 34     | 26     | 22,4   | 42,9  | 30,5   | 72,2 | 4,2     | 0,7     | 0,4    | 0,4    | 6,3    |
| Carrière  | Carrière | 34     | 26     | 22,4   | 42,9  | 30,5   | 72,2 | 4,2     | 0,7     | 0,4    | 0,4    | 6,3    |

### Professionnelles

#### Saison régulière NBA
| Saison    | Équipe    | Matchs | Titul. | Min./m | % Tir | % 3pts | % LF | Rbds/m. | Pass/m. | Int/m. | Ctr/m. | Pts/m. |
| --------- | --------- | ------ | ------ | ------ | ----- | ------ | ---- | ------- | ------- | ------ | ------ | ------ |
| 2023-2024 | Milwaukee | 21     | 0      | 4,3    | 50,0  | 20,0   | 75,0 | 1,0     | 0,2     | 0,1    | 0,0    | 1,2    |
| Carrière  | Carrière  | 21     | 0      | 4,3    | 50,0  | 20,0   | 75,0 | 1,0     | 0,2     | 0,1    | 0,0    | 1,2    |

#### Playoffs NBA
| Saison   | Équipe    | Matchs | Titul. | Min./m | % Tir | % 3pts | % LF | Rbds/m. | Pass/m. | Int/m. | Ctr/m. | Pts/m. |
| -------- | --------- | ------ | ------ | ------ | ----- | ------ | ---- | ------- | ------- | ------ | ------ | ------ |
| 2024     | Milwaukee | 2      | 0      | 3,0    | 100,0 | —      | 0,0  | 0,0     | 0,0     | 0,0    | 0,0    | 1,0    |
| Carrière | Carrière  | 2      | 0      | 3,0    | 100,0 | —      | 0,0  | 0,0     | 0,0     | 0,0    | 0,0    | 1,0    |

#### NBA G League
| Saison    | Équipe         | Matchs | Titul. | Min./m | % Tir | % 3pts | % LF | Rbds/m. | Pass/m. | Int/m. | Ctr/m. | Pts/m. |
| --------- | -------------- | ------ | ------ | ------ | ----- | ------ | ---- | ------- | ------- | ------ | ------ | ------ |
| 2023-2024 | Wisconsin Herd | 21     | 19     | 27,2   | 48,2  | 37,1   | 48,0 | 6,9     | 1,2     | 1,2    | 1,0    | 13,6   |
| Carrière  | Carrière       | 21     | 19     | 27,2   | 48,2  | 37,1   | 48,0 | 6,9     | 1,2     | 1,2    | 1,0    | 13,6   |